# Центурија
Центурија (лат. centum — стотина, еквивалент данашње чете; множ. centuriae) је била основна јединица у римским легијама и бројала је између 60 и 160 људи. Током три века пре војне реформе Гаја Марија, типичан број војника у центуријама је био 80 а касније је било по 100 војника у једној центурији подељених на 10 contuberniuma. Сваки contubernium (дакле, најмања јединица у римским легијама) имао је од 8-10 војника у просеку који су делили један шатор за време војних операција, односно једну собу када су били стационирани у касарнама.
Командир центурије је био центурион. Две центурије чиниле су једну манипулу, и од два командујућа центуриона један је био Prior а други Posterior. Након војне реформе, манипуле су замењене већим јединицама — кохортама у којим је било по шест центурија.
Изузетак је била била прва кохорта коју је чинило пет центурија у којим су били пробрани и највернији војници из целе легије. Један од разлога за стварање овакве елитне кохорте била је њена улога према којој је служила као лична гарда команданта и штитила га од евентуалних побуна осталих делова легије и других опасности по њега. Можда из ових навода можемо закључити како чврста дисциплина по којој су легије биле познате и која је била један од разлога њихове успешности, није увек била толерисана од стране грубих војника.